# Sofja Issaakowna Kischkina
Sofja Issaakowna Kischkina, geboren Sofja Issaakowna Ratner, (russisch Софья Исааковна Кишкина, Geburtsname russisch Софья Исааковна Ратнер; * 10. Junijul. / 23. Juni 1914greg. in Homel; † 17. Dezember 1993 in Moskau) war eine sowjetisch-russische Metallkundlerin.

## Leben
Sofja Ratner studierte am Moskauer Stahlinstitut (MISiS entsprechend Moskauer Stalin-Institut für Stahl, dann Moskauer Institut für Stahl und Legierungen (russ. Splawy)) mit Abschluss 1937. Sie heiratete den Metallkundler Sergei Timofejewitsch Kischkin.
Ab 1937 arbeitete Sofja Kischkina im Moskauer Allrussischen Institut für Luftfahrtmaterialien (WIAM) des damaligen Volkskommissariats für Luftfahrtindustrie, wo sie schließlich Sektorchefin wurde.
Kischkina gründete das Laboratorium für Bruchmechanik, in dem unter ihrer Führung die Prozesse des Sprödbruchs, des Verformungsbruchs und des Ermüdungsbruchs untersucht wurden. Im Mittelpunkt standen die Aluminium-Legierungen. Sie entwickelte Methoden zur Bewertung der Festigkeit und Zuverlässigkeit von Luftfahrt-Werkstoffen und zur Erhöhung der Dauerfestigkeit.
Kischkina wurde zur Doktorin der technischen Wissenschaften promoviert und zur Professorin ernannt.
Kischkinas Sohn Sergei (* 1957) arbeitete in den 1980er Jahren im WIAM, ging 2000 in die USA und lebt jetzt wieder in Russland. Kischkinas Enkelin Irina Kischkina ist Juristin in Moskau.

## Ehrungen, Preise
- Orden des Roten Banners der Arbeit
- Ehrenzeichen der Sowjetunion
- Preis des Ministerrats der UdSSR (1982)[2]